# Atletika na Letních olympijských hrách 1976
Atletické soutěže na LOH 1976 se konaly ve dnech 23. až 31. července na olympijském stadionu v Montréalu. Soutěžilo se v 37 disciplínách, z toho 23 soutěží mužů a 14 žen. Do závodů nastoupilo celkem 1005 atletů, z toho 703 mužů a 302 žen z 80 zemí.

## Přehled vítězů

### Muži
| Disciplína                | Zlato                                                                                         | Výkon     | Stříbro | Výkon     | Bronz                                                                                          | Výkon     |
| běh na 100 m              | Hasely Crawford · Trinidad a Tobago (TRI)                                                     | 10.06     | Donald Quarrie · Jamajka (JAM)                                                                               | 10.08     | Valerij Borzov · Sovětský svaz (URS)                                                           | 10.14     |
| běh na 200 m              | Donald Quarrie · Jamajka (JAM)                                                                | 20.23     | Millard Hampton · Spojené státy americké (USA)                                                               | 20.29     | Dwayne Evans · Spojené státy americké (USA)                                                    | 20.43     |
| běh na 400 m              | Alberto Juantorena · Kuba (CUB)                                                               | 44.26     | Fred Newhouse · Spojené státy americké (USA)                                                                 | 44.40     | Herman Frazier · Spojené státy americké (USA)                                                  | 44.95     |
| běh na 800 m              | Alberto Juantorena · Kuba (CUB)                                                               | 1:43.50   | Ivo van Damme · Belgie (BEL)                                                                                 | 1:43.86   | Rick Wohlhuter · Spojené státy americké (USA)                                                  | 1:44.12   |
| běh na 1500 m             | John Walker · Nový Zéland (NZL)                                                               | 3:39.17   | Ivo van Damme · Belgie (BEL)                                                                                 | 3:39.27   | Paul-Heinz Wellmann · Západní Německo (FRG)                                                    | 3:39.33   |
| běh na 5000 metrů         | Lasse Virén · Finsko (FIN)                                                                    | 13:24.76  | Dick Quax · Nový Zéland (NZL)                                                                                | 13:25.16  | Klaus-Peter Hildenbrand · Západní Německo (FRG)                                                | 13:25.38  |
| běh na 10 000 metrů       | Lasse Virén · Finsko (FIN)                                                                    | 27:40.38  | Carlos Lopes · Portugalsko (POR)                                                                             | 27:45:17  | Brendan Foster · Velká Británie (GBR)                                                          | 27:54.92  |
| 110 m překážek            | Guy Drut · Francie (FRA)                                                                      | 13.28     | Alejandro Casañas · Kuba (CUB)                                                                               | 13.33     | Willie Davenport · Spojené státy americké (USA)                                                | 13.38     |
| běh na 400 metrů překážek | Edwin Moses · Spojené státy americké (USA)                                                    | 47.63     | Michael Shine · Spojené státy americké (USA)                                                                 | 48.69     | Jevgenij Gavrilenko · Sovětský svaz (URS)                                                      | 49.45     |
| Běh na 3000 m překážek    | Anders Gärderud · Švédsko (SWE)                                                               | 8:08.02   | Bronisław Malinowski · Polsko (POL)                                                                          | 8:09.11   | Frank Baumgartl · Německá demokratická republika (GDR)                                         | 8:10.36   |
| 4 × 100 m štafeta         | Spojené státy americké (USA) · Harvey Glance · Johnny Jones · Millard Hampton · Steve Riddick | 38.33     | Německá demokratická republika (GDR) · Manfred Kokot · Jörg Pfeifer · Klaus-Dieter Kurrat · Alexander Thieme | 38.66     | Sovětský svaz (URS) · Alexandr Aksinin · Nikolaj Kolesnikov · Juris Silovs · Valerij Borzov    | 38.78     |
| 4 × 400 m štafeta         | Spojené státy americké (USA) · Herman Frazier · Benny Brown · Fred Newhouse · Maxie Parks     | 2:58.65   | Polsko (POL) · Ryszard Podlas · Jan Werner · Zbigniew Jaremski · Jerzy Pietrzyk                              | 3:01.43   | Západní Německo (FRG) · Franz-Peter Hofmeister · Lothar Krieg · Harald Schmid · Bernd Herrmann | 3:01.98   |
| Maratonský běh            | Waldemar Cierpinski · Německá demokratická republika (GDR)                                    | 2:09:55.0 | Frank Shorter · Spojené státy americké (USA)                                                                 | 2:10:45.8 | Karel Lismont · Belgie (BEL)                                                                   | 2:11:12.6 |
| Chůze na 20 km (silnice)  | Daniel Bautista · Mexiko (MEX)                                                                | 1:24:40.6 | Hans Reimann · Německá demokratická republika (GDR)                                                          | 1:25:13.6 | Peter Frenkel · Německá demokratická republika (GDR)                                           | 1:25:29.4 |
| Skok do dálky             | Arnie Robinson · Spojené státy americké (USA)                                                 | 8.35 m    | Randy Williams · Spojené státy americké (USA)                                                                | 8.11 m    | Frank Wartenberg · Německá demokratická republika (GDR)                                        | 8.02 m    |
| Trojskok                  | Viktor Sanějev · Sovětský svaz (URS)                                                          | 17.29 m   | James Butts · Spojené státy americké (USA)                                                                   | 17.18 m   | João Carlos de Oliveira · Brazílie (BRA)                                                       | 16.90 m   |
| Skok do výšky             | Jacek Wszoła · Polsko (POL)                                                                   | 2.25 m    | Greg Joy · Kanada (CAN)                                                                                      | 2.23 m    | Dwight Stones · Spojené státy americké (USA)                                                   | 2.21 m    |
| Skok o tyči               | Tadeusz Ślusarski · Polsko (POL)                                                              | 5.50 m    | Antti Kalliomäki · Finsko (FIN)                                                                              | 5.50 m    | David Roberts · Spojené státy americké (USA)                                                   | 5.50 m    |
| Vrh koulí                 | Udo Beyer · Německá demokratická republika (GDR)                                              | 21.05 m   | Jevgenij Mironov · Sovětský svaz (URS)                                                                       | 21.03 m   | Alexandr Baryšnikov · Sovětský svaz (URS)                                                      | 21.00 m   |
| Hod diskem                | Mac Wilkins · Spojené státy americké (USA)                                                    | 67.50 m   | Wolfgang Schmidt · Německá demokratická republika (GDR)                                                      | 66.22 m   | John Powell · Spojené státy americké (USA)                                                     | 65.70 m   |
| Hod oštěpem               | Miklós Németh · Maďarsko (HUN)                                                                | 94.58     | Hannu Siitonen · Finsko (FIN)                                                                                | 87.92     | Gheorghe Megelea · Rumunsko (ROU)                                                              | 87.16 m   |
| Hod kladivem              | Jurij Sedych · Sovětský svaz (URS)                                                            | 77.52 m   | Alexej Spiridonov · Sovětský svaz (URS)                                                                      | 76.08 m   | Anatolij Bondarčuk · Sovětský svaz (URS)                                                       | 75.48 m   |
| Desetiboj                 | Bruce Jenner · Spojené státy americké (USA)                                                   | 8618 bodů | Guido Kratschmer · Západní Německo (FRG)                                                                     | 8411 bodů | Mykola Avilov · Sovětský svaz (URS)                                                            | 8369 bodů |

### Ženy
| Disciplína         | Zlato | Výkon     | Stříbro                                                                                            | Výkon     | Bronz | Výkon     |
| běh na 100 m       | Annegret Richterová · Západní Německo (FRG)                                                                           | 11.08     | Renate Stecherová · Německá demokratická republika (GDR)                                           | 11.13     | Inge Heltenová · Západní Německo (FRG)                                                                    | 11.17     |
| běh na 200 m       | Bärbel Eckertová · Německá demokratická republika (GDR)                                                               | 22.37     | Annegret Richterová · Západní Německo (FRG)                                                        | 22.39     | Renate Stecherová · Německá demokratická republika (GDR)                                                  | 22.47     |
| běh na 400 m       | Irena Szewińská · Polsko (POL)                                                                                        | 49.28     | Christina Brehmerová · Německá demokratická republika (GDR)                                        | 50.51     | Ellen Streidtová · Německá demokratická republika (GDR)                                                   | 50.55     |
| běh na 800 m       | Taťjana Kazankinová · Sovětský svaz (URS)                                                                             | 1:54.94   | Nikolina Šterevová · Bulharsko (BUL)                                                               | 1:55.42   | Elfi Zinnová · Německá demokratická republika (GDR)                                                       | 1:55.60   |
| běh na 1500 m      | Taťjana Kazankinová · Sovětský svaz (URS)                                                                             | 4:05.48   | Gunhild Hoffmeisterová · Německá demokratická republika (GDR)                                      | 4:06.02   | Ulrike Klapezynskiová · Německá demokratická republika (GDR)                                              | 4:06.09   |
| 100 metrů překážek | Johanna Schallerová · Německá demokratická republika (GDR)                                                            | 12.77     | Taťjana Anisimovová · Sovětský svaz (URS)                                                          | 12.78     | Natalja Lebeděvová · Sovětský svaz (URS)                                                                  | 12.80     |
| 4 × 100 m štafeta  | Německá demokratická republika (GDR) · Marlies Oelsnerová · Renate Stecherová · Carla Bodendorfová · Bärbel Eckertová | 42.55     | Západní Německo (FRG) · Elvira Possekel · Inge Heltenová · Annegret Richterová · Annegret Kroniger | 42.59     | Sovětský svaz (URS) · Tetyana Prorochenko · Ludmila Maslakovová · Naděžda Besfamilnaja · Vera Anisimovová | 43.09     |
| 4 × 400 m štafeta  | Německá demokratická republika (GDR) · Doris Maletzki · Brigitte Rohde · Ellen Streidtová · Christina Brehmerová      | 3:19.23   | Spojené státy americké (USA) · Debra Sapenter · Sheila Ingram · Pamela Jiles · Rosalyn Bryant      | 3:22.81   | Sovětský svaz (URS) · Inta Kļimoviča · Ludmila Aksjonovová · Natalija Sokolovová · Naděžda Iljinovová     | 3:24.24   |
| Skok do dálky      | Angela Voigtová · Německá demokratická republika (GDR)                                                                | 6.72 m    | Kathy McMillanová · Spojené státy americké (USA)                                                   | 6.66 m    | Lidija Alfejevová · Sovětský svaz (URS)                                                                   | 6.60 m    |
| Skok do výšky      | Rosemarie Ackermannová · Německá demokratická republika (GDR)                                                         | 1.93 m    | Sara Simeoniová · Itálie (ITA)                                                                     | 1.91 m    | Jordanka Blagoevová · Bulharsko (BUL)                                                                     | 1.91 m    |
| Vrh koulí          | Ivanka Christovová · Bulharsko (BUL)                                                                                  | 21.16 m   | Naděžda Čižovová · Sovětský svaz (URS)                                                             | 20.96 m   | Helena Fibingerová · Československo (TCH)                                                                 | 20.67 m   |
| Hod diskem         | Evelin Schlaaková · Německá demokratická republika (GDR)                                                              | 69.00 m   | Maria Vergovová · Bulharsko (BUL)                                                                  | 67.30 m   | Gabriele Hinzmannová · Německá demokratická republika (GDR)                                               | 66.84 m   |
| Hod oštěpem        | Ruth Fuchsová · Německá demokratická republika (GDR)                                                                  | 65.94 m   | Marion Beckerová · Západní Německo (FRG)                                                           | 64.70 m   | Kate Schmidtová · Spojené státy americké (USA)                                                            | 63.96 m   |
| Pětiboj            | Siegrun Sieglová · Německá demokratická republika (GDR)                                                               | 4745 bodů | Christine Laserová · Německá demokratická republika (GDR)                                          | 4745 bodů | Burglinde Pollaková · Německá demokratická republika (GDR)                                                | 4740 bodů |

## Medailové pořadí
| Umístění | Stát                                 | Zlato | Stříbro | Bronz | Celkem |
| -------- | ------------------------------------ | ----- | ------- | ----- | ------ |
| 1        | Německá demokratická republika (GDR) | 11    | 7       | 9     | 27     |
| 2        | Spojené státy americké (USA)         | 6     | 8       | 8     | 22     |
| 3        | Sovětský svaz (URS)                  | 4     | 4       | 10    | 18     |
| 4        | Polsko (POL)                         | 3     | 2       | 0     | 5      |
| 5        | Finsko (FIN)                         | 2     | 2       | 0     | 4      |
| 6        | Kuba (CUB)                           | 2     | 1       | 0     | 3      |
| 7        | Západní Německo (FRG)                | 1     | 4       | 4     | 9      |
| 8        | Bulharsko (BUL)                      | 1     | 2       | 1     | 4      |
| 9        | Jamajka (JAM)                        | 1     | 1       | 0     | 2      |
| 9        | Nový Zéland (NZL)                    | 1     | 1       | 0     | 2      |
| 11       | Francie (FRA)                        | 1     | 0       | 0     | 1      |
| 11       | Maďarsko (HUN)                       | 1     | 0       | 0     | 1      |
| 11       | Švédsko (SWE)                        | 1     | 0       | 0     | 1      |
| 11       | Mexiko (MEX)                         | 1     | 0       | 0     | 1      |
| 11       | Trinidad a Tobago (TRI)              | 1     | 0       | 0     | 1      |
| 16       | Belgie (BEL)                         | 0     | 2       | 1     | 3      |
| 17       | Kanada (CAN)                         | 0     | 1       | 0     | 1      |
| 17       | Itálie (ITA)                         | 0     | 1       | 0     | 1      |
| 17       | Portugalsko (POR)                    | 0     | 1       | 0     | 1      |
| 20       | Brazílie (BRA)                       | 0     | 0       | 1     | 1      |
| 20       | Československo (TCH)                 | 0     | 0       | 1     | 1      |
| 20       | Velká Británie (GBR)                 | 0     | 0       | 1     | 1      |
| 20       | Rumunsko (ROU)                       | 0     | 0       | 1     | 1      |